# ام رام میکائیل ایوانف
میخائیل آیوانهو که به فرانسه ام رام میکائیل ایوانف (Omraam Mikhaël Aïvanhov) خوانده می‌شود. متولد ۳۱ ژانویه ۱۹۰۰ در مقدونیهٔ امروزی (امپراتوری عثمانی) متوفی ۲۵ دسامبر ۱۹۸۶ درفرژوس فرانسه است؛ او بیشتر بعنوان یک فیلسوف، آموزگار و استاد معنوی شناخته می‌شود.
پایه‌گذار برادری سفید جهانی است که شاخه‌ای از نظام مکتب برادران سپید به رهبری پیتر دونؤو از بلغارستان می‌باشد. پیروان و مراکز آموزشی این مکتب باطن گرایی بیشتر در کشورهای فرانسه، سوئیس و کانادا حضور دارند.